# Eberhart XFG
Eberhart XFG là một mẫu thử máy bay tiêm kích trang bị cho tàu chiến của Hoa Kỳ, nó được phát triển cho Hải quân Hoa Kỳ năm 1927.

## Biến thể
- Eberhart F2G

## Tính năng kỹ chiến thuật
Đặc điểm tổng quát
- Kíp lái: 1
- Chiều dài: 27 ft 3 in (8.30 m)
- Sải cánh: 32 ft 0 in (9.75 m)
- Chiều cao: 9 ft 10 in (3.00 m)
- Diện tích cánh: 241.00 ft2 (22.38 m2)
- Trọng lượng rỗng: 2145 lb (973 kg)
- Trọng lượng có tải: 2938 lb (1333 kg)
- Động cơ: 1 × Pratt & Whitney R-1340-C Wasp, 425 hp (317 kW) mỗi chiếc

Hiệu suất bay
- Vận tốc cực đại: 155 mph (249 km/h)